# Piet Zonderwijk

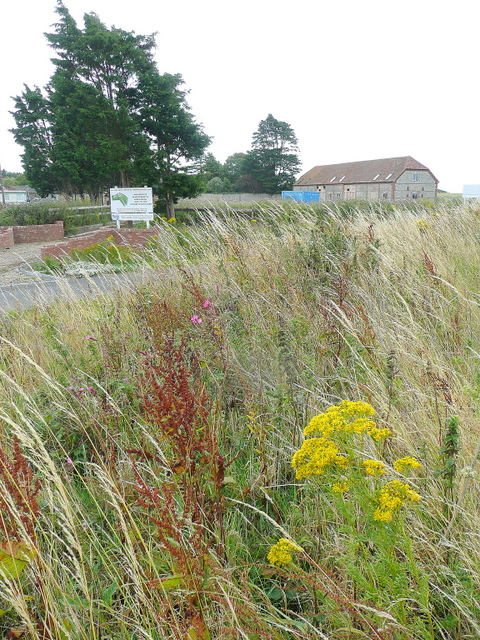
Resultaat van extensief bermbeheer

Pieter "Piet" Zonderwijk (Hellevoetsluis, 7 september 1924 – Bennekom, 21 juni 2006) was een Nederlands hoogleraar vegetatiekunde, plantenoecologie en onkruidkunde aan de (landbouw-)universiteit Wageningen. Naast dit hoogleraarschap had hij ook veel invloed door zijn nevenfunctie als hoofd van de Adviesgroep Vegetatiebeheer van het Ministerie van Landbouw, Natuur en Voedselkwaliteit.
Hij zette zich in door middel van onderzoek, advisering en rapporten over een natuurvriendelijk beheer van utilitaire terreinen. Hierbij valt te denken aan natuurvriendelijk beheer van wegbermen, spoortaluds en watergangen. Naast deze infrastructuur richtte hij zich ook op andere gebieden zoals golfterreinen. Zijn inzet heeft bij verschillende beheerders verandering van beheer teweeggebracht, waarbij meer rekening met natuurlijke waarden werd gehouden.

## Biografie
In 1945 begon hij zijn loopbaan bij het Instituut voor veredeling van tuinbouwgewassen. In 1946 stapte hij over naar de Plantenziektekundige Dienst. In de jaren 60 en 70 publiceerde hij regelmatig over het gebruik van onkruidbestrijdingsmiddelen en de effecten op flora en fauna (met name insecten). Van 1978 tot 1991 was hij hoogleraar onkruidkunde in Wageningen. Hij bleef ook na zijn emeritering tot op hoge leeftijd actief. Het overlijden van zijn dochter greep hem sterk aan. Hij overleed in juni 2006.

### Bermbeheer
Zonderwijk schreef rond 1970 voor Staatsbosbeheer zijn eerste adviesnota over natuurvriendelijk beheer van wegbermen. De praktijk was dat bermen of als gazon werden beheerd, of werden geklepeld. Dit klepelen betekende dat vegetatie werd stukgeslagen en de plantenresten bleven liggen. Dit leidde tot voedselverrijking van de bodem en een laag van halfverteerde plantenresten voorkwam dat zaden konden ontkiemen. Hierdoor werden vegetatief voortplantende plantensoorten zoals kweek en grote brandnetel in de bermen dominant. Het gazonbeheer leidde eveneens tot een eenzijdige begroeiing.
Zonderwijk stelde voor om bermen een tot twee keer per jaar te maaien en het maaisel af te voeren. Dit leidde tot verschraling van de bodem en de productie van biomassa ging omlaag. De vegetaties werden gevarieerder en door het toenemende aandeel bloemplanten werden de bermen attractiever. De natuurwaarde werd niet alleen in floristische zin vergroot maar ook door bijvoorbeeld meer bloembezoekende insecten en andere dieren. In minder voedselrijke grond hebben planten grotere wortelstelsels. Dat leidt tot een steviger bodem die op taluds meer weerstand biedt aan erosie.
Na deze nota bleef hij adviezen geven. Zijn adviezen en publicaties gaven de aanleiding voor een verandering van het beheer van wegbermen bij Rijkswaterstaat en onder andere bij verschillende provinciale wegbeheerders.

### Beheer van watergangen
Hij adviseerde waterschappen bij het beheer van watergangen en het schonen van sloten. Sloten werden in de jaren zestig vaak bespoten om verstopping tegen te gaan. Zonderwijk zocht naar manieren om het schonen van sloten en watergangen zo uit te voeren dat de natuur minder werd belast. Zo adviseerde hij om te schonen met een open korf en dat te doen aan het eind van het groeiseizoen. Bovendien wees hij op vegetaties met planten die het wateroppervlak bedekken zoals waterlelies. Hieronder hebben ondergedoken waterplanten weinig kans en wordt de doorstroming weinig gehinderd. Veelvuldig schonen zou daar juist kunnen leiden tot een begroeiing die meer hinder veroorzaakt.

### Verdere loopbaan en advieswerk
In 1976 ontving Zonderwijk een eredoctoraat aan de Universiteit Utrecht. In 1978 werd hij gewoon hoogleraar onkruidkunde aan de landbouwhogeschool Wageningen (het huidige Wageningen University), zijn vakgebied werd later omgedoopt tot vakgroep vegetatiekunde, plantenoecologie en onkruidkunde. Hij werd hoofd van de Adviesgroep Vegetatiebeheer bij het Ministerie van Landbouw, Natuur en Voedselkwaliteit, lid van de werkgroep begroeiing, wegbermen en erosiebestrijding van het Studie Centrum Wegenbouw (SCW, tegenwoordig CROW) en was adviseur natuur en landschap bij de Nederlandse Spoorwegen.

Hij adviseerde ook de waterleidingmaatschappij in Friesland bij het beheer van het terrein in Spannenburg. De daar later massaal groeiende ratelaar ging terug op een handje vol zaad dat Zonderwijk daar had gezaaid. (Ratelaar is een halfparasiet die zijn voedingsstoffen gedeeltelijk aan gras ontleent. Grassen groeien hierdoor minder en worden minder dominant).

## Publicaties
Zijn bekendste boek is De Bonte Berm, het verscheen in 1979. Hij belicht er de natuurwaarde van bermen in en legt uit hoe het beheer natuurvriendelijk kan plaatsvinden. Hij was ook nauw betrokken bij het boek en de televisieserie Linten in het landschap uit 1982.
Zonderwijk stimuleerde ook anderen tot onderzoek en publicaties. De boeken De Groene Omgeving. Een bijdrage aan een gezonde samenleving en Spoorwegen, toevluchtsoord voor plant en dier van Arie Koster, beide voorzien van een voorwoord van Zonderwijk, gaan op zijn gedachtegoed terug. Arie Koster promoveerde bij Zonderwijk op 7 mei 2001 met het proefschrift Openbaar groen op ecologische grondslag.